# برديان (مقاطعة تشرام)
برديان (بالفارسية: بردیان) هي قرية تقع في قسم الغتشين الريفي (مقاطعة تشرام) في إيران. يقدر عدد سكانها بـ 1,641 نسمة .